# Sarcinodes holzi
Sarcinodes holzi är en fjärilsart som beskrevs av Arnold Pagenstecher 1884. Sarcinodes holzi ingår i släktet Sarcinodes och familjen mätare. Inga underarter finns listade.